# Jeremiah Martin
Jeremiah Martin (ur. 19 czerwca 1996 w Memphis) – amerykański koszykarz, występujący na pozycji rozgrywającego, obecnie zawodnik Śląska Wrocław.
W 2019 reprezentował Miami Heat, podczas letniej ligi NBA w Las Vegas i Sacramento.
15 października 2019 został zwolniony przez Miami Heat.
15 stycznia 2020 podpisał umowę z Brooklyn Nets na występy zarówno w NBA, jak i zespole G-League – Long Island Nets. 22 grudnia opuścił klub.
28 kwietnia 2021 zawarł kontrakt z Cleveland Cavaliers na występy zarówno w NBA, jak i zespole G-League – Canton Charge. 12 sierpnia 2022 dołączył do Śląska Wrocław.

## Osiągnięcia
Stan na 25 listopada 2023, na podstawie, o ile nie zaznaczono inaczej.
NCAA
- Uczestnik turnieju Portsmouth Invitational (2019)
- Zaliczony do:
  - I składu:
    - konferencji American Athletic (AAC – 2019)
    - turnieju:
      - AAC (2019)
      - Portsmouth Invitational Tournament (2019)

  - II składu AAC (2018)
- Zawodnik tygodnia AAC (15.01.2018, 25.02.2019)
- Lider AAC w:
  - średniej przechwytów (2,3 – 2018)
  - liczbie:
    - punktów (708 – 2019)
    - przechwytów (58 – 2017)
    - celnych rzutów z gry (220 – 2019)

Drużynowe
- Wicemistrz Polski (2023)[9]
- Finalista Superpucharu Polski (2022)[10]

Indywidualne
- MVP:
  - miesiąca EBL (grudzień 2023)[11]
  - kolejki EBL (2, 7, 11 – 2022/2023)[12][13][14]
- Laureat nagrody – Suzuki Drive Sezonu Energa Basket Ligi (2023)[15]
- Zaliczony do I składu:
  - sezonu EBL (2023)[16]
  - kolejki EBL (2, 5, 7, 11, 21, 25 – 2022/2023)[17][18][19][20][21][22]